# Alexandre del Belgio
Alessandro del Belgio (Alexandre Emmanuel Henri Albert Marie Léopold; Laeken, 18 luglio 1942 – Sint-Genesius-Rode, 29 novembre 2009) è stato un membro della famiglia reale belga.

## Biografia

### Giovinezza ed educazione
Alessandro nacque a Laeken, Bruxelles. La sua madrina fu la sorellastra maggiore, la principessa Giuseppina Carlotta del Belgio. È figlio di Leopoldo III del Belgio e della sua seconda moglie Mary Lilian Baels (nota come principessa di Réthy o sua altezza reale principessa Lilian del Belgio). Le sue sorelle sono la principessa Maria Cristina e la principessa Maria Esmeralda. I suoi fratellastri sono l'ex sovrano del Belgio Baldovino I del Belgio, l'ex sovrano del Belgio Alberto II, che è anche suo padrino, e la principessa Giuseppina Carlotta del Belgio (granduchessa del Lussemburgo). I suoi nonni paterni erano il re Alberto I del Belgio e la regina Elisabetta nata duchessa in Baviera; quelli materni Henri Baels e Anne Marie de Visscher.
Detenuto agli arresti domiciliari dai tedeschi fino al 1944, Leopoldo III del Belgio, la sua seconda moglie, e i suoi quattro figli furono trasferiti in Germania e in Austria, dove rimasero agli arresti domiciliari, prima in una fortezza a Hirschstein in Sassonia, durante l'inverno del 1944-1945, e poi a Strobl, vicino a Salisburgo. Vennero liberati dall'esercito degli Stati Uniti nel maggio del 1945. Dopo la guerra, la famiglia reale non era ancora in grado di ritornare in Belgio e fu costretta a trascorrere alcuni anni in Svizzera in esilio prima di poter tornare in Belgio nel 1950, dopo un referendum nazionale.
Alessandro studiò dapprima nella facoltà di medicina dell'università di Bruxelles, ma proseguì la sua carriera nell'ambito del commercio.

### Matrimonio
Il 14 marzo 1991 Alessandro sposò Léa Inga Dora Wolman, già divorziata da due precedenti matrimoni. Il matrimonio venne tenuto segreto fino al 1998, perché si temette che Mary Lilian Baels, la madre del principe, avrebbe disapprovato l'unione dei due. La segretezza che circondò questo matrimonio ha similitudini con il matrimonio di suo padre Leopoldo III del Belgio con sua madre Mary Lilian Baels cinquanta anni prima, nel 1941. Il Principe ha avuto due figliastri, Laetitia Spetschinsky e Renaud Bichara, dai matrimoni precedenti di Lea.

### Ultimi anni e morte
Nel corso degli anni vi furono alcuni attriti tra i figli del primo matrimonio del re Leopoldo III del Belgio e quelli del suo secondo matrimonio. Alla fine, comunque, il principe Alessandro, sua moglie, e la sorella Maria Esmeralda, si riappacificarono con il resto della famiglia reale, presenziando in svariate occasioni in apparizioni pubbliche. Questo non si verificò però per la penultima figlia del re Leopoldo III, la principessa Maria Cristina.
Alessandro morì il 29 novembre 2009 a causa di una embolia polmonare. Il suo funerale si svolse venerdì 4 dicembre 2009, presso la chiesa di Nostra Signora di Laeken.

## Ascendenza
|                         |                        |                                   | Genitori                                  |  |  | Nonni |  |  | Bisnonni           |  |  | Trisnonni             |  |
|                         |                        |                                   |                                           |  |  |       |  |  | Filippo del Belgio |  |  | Leopoldo I del Belgio |  |
|                         |                        |                                   |                                           |  |  |       |  |  | Filippo del Belgio |  |  | Leopoldo I del Belgio |  |
|                         |                        | Luisa d'Orléans                   |                                           |  |  |       |  |  | Filippo del Belgio |  |  |                       |  |
| Alberto I del Belgio    |                        |                                   |                                           |  |  |       |  |  | Filippo del Belgio |  |  |                       |  |
|                         |                        | Maria di Hohenzollern-Sigmaringen | Carlo Antonio di Hohenzollern-Sigmaringen |  |  |       |  |  |                    |  |  |                       |  |
|                         |                        | Maria di Hohenzollern-Sigmaringen | Carlo Antonio di Hohenzollern-Sigmaringen |  |  |       |  |  |                    |  |  |                       |  |
|                         |                        | Maria di Hohenzollern-Sigmaringen | Giuseppina di Baden                       |  |  |       |  |  |                    |  |  |                       |  |
| Leopoldo III del Belgio |                        | Maria di Hohenzollern-Sigmaringen |                                           |  |  |       |  |  |                    |  |  |                       |  |
|                         |                        | Carlo Teodoro duca in Baviera     | Massimiliano Giuseppe di Baviera          |  |  |       |  |  |                    |  |  |                       |  |
|                         |                        | Carlo Teodoro duca in Baviera     | Massimiliano Giuseppe di Baviera          |  |  |       |  |  |                    |  |  |                       |  |
|                         |                        | Carlo Teodoro duca in Baviera     | Ludovica di Baviera                       |  |  |       |  |  |                    |  |  |                       |  |
| Elisabetta Wittelsbach  |                        | Carlo Teodoro duca in Baviera     |                                           |  |  |       |  |  |                    |  |  |                       |  |
|                         |                        | Maria José di Braganza            | Michele del Portogallo                    |  |  |       |  |  |                    |  |  |                       |  |
|                         |                        | Maria José di Braganza            | Michele del Portogallo                    |  |  |       |  |  |                    |  |  |                       |  |
|                         |                        | Maria José di Braganza            | Adelaide di Löwenstein-Wertheim-Rosenberg |  |  |       |  |  |                    |  |  |                       |  |
| Alessandro del Belgio   |                        | Maria José di Braganza            |                                           |  |  |       |  |  |                    |  |  |                       |  |
|                         | Julius Ludovicus Baels | …                                 |                                           |  |  |       |  |  |                    |  |  |                       |  |
|                         | Julius Ludovicus Baels | …                                 |                                           |  |  |       |  |  |                    |  |  |                       |  |
|                         | Julius Ludovicus Baels | …                                 |                                           |  |  |       |  |  |                    |  |  |                       |  |
| Henri Louis Baels       | Julius Ludovicus Baels |                                   |                                           |  |  |       |  |  |                    |  |  |                       |  |
|                         |                        | Delphina Alexandrina Mauricx      | …                                         |  |  |       |  |  |                    |  |  |                       |  |
|                         |                        | Delphina Alexandrina Mauricx      | …                                         |  |  |       |  |  |                    |  |  |                       |  |
|                         |                        | Delphina Alexandrina Mauricx      | …                                         |  |  |       |  |  |                    |  |  |                       |  |
| Mary Lilian Baels       |                        | Delphina Alexandrina Mauricx      |                                           |  |  |       |  |  |                    |  |  |                       |  |
|                         |                        | Adolphe Auguste de Visscher       | …                                         |  |  |       |  |  |                    |  |  |                       |  |
|                         |                        | Adolphe Auguste de Visscher       | …                                         |  |  |       |  |  |                    |  |  |                       |  |
|                         |                        | Adolphe Auguste de Visscher       | …                                         |  |  |       |  |  |                    |  |  |                       |  |
| Anne Marie de Visscher  |                        | Adolphe Auguste de Visscher       |                                           |  |  |       |  |  |                    |  |  |                       |  |
|                         |                        | Alice Victoria Céline Opsomer     | …                                         |  |  |       |  |  |                    |  |  |                       |  |
|                         |                        | Alice Victoria Céline Opsomer     | …                                         |  |  |       |  |  |                    |  |  |                       |  |
|                         |                        | Alice Victoria Céline Opsomer     | …                                         |  |  |       |  |  |                    |  |  |                       |  |
|                         |                        | Alice Victoria Céline Opsomer     |                                           |  |  |       |  |  |                    |  |  |                       |  |